# Sant Feliu d'Alella
Sant Feliu d'Alella és una església parroquial d'Alella (Maresme), declarada bé cultural d'interès nacional.

## Història
La primera pedra del temple es col·locà el 9 de setembre del 1454, i les obres s'acabaren el 1463. En aquest moment comprenia el presbiteri i les quatre capelles més properes. A principis del segle xvii, l'església resultà petita i entre 1611 i 1613 fou ampliada.
Després de l'enderrocament del 1878 del palau de la Virreina de Gràcia, les campanes i possiblement també el rellotge, foren traslladats al campanari d'aquesta església. El 1886 es va construir la capella del Santíssim, i el 1975 l'altar major va ser reformat segons un projecte de Lluís Bonet i Garí, amb motiu del mil·lenari del topònim d'Alella.

## Descripció
És d'una sola nau rectangular encapçalada per un absis pentagonal, i flanquejada per sis capelles laterals amb volta de creueria, tres per banda, que corresponen als tres trams de volta de creueria. Al centre de la nau principal hi ha una de canó amb una torre llanterna a la part superior. Mentre que l'accés a les capelles des de la nau central es realitza a través d'un arc de mig punt, totes elles estan comunicades entre si. Hi destaquen algunes claus de volta. A sobre l'absis hi ha afegit un pis amb merlets apiramidats (segle xvii) i finestres tapiades amb diverses espitlleres, a manera de torre de defensa.
La façana està formada per un frontó triangular de tipus clàssic en la part superior, una rosassa en la part central i una portada barroca en la part inferior. La portada destaca per la seva profusió d'elements; està flanquejada per dues columnes estriades en sentit espiral i decorades en la seva part inferior, que suporten un entaulament i un frontó entretallat per una fornícula clàssica, i decorat per volutes. A banda i banda de la fornícula hi ha una pilastra adossada que suporta una petita cornisa i dos elements ornamentals, i a la part central allotja una imatge de Sant Feliu.
També és de notable interès la portada gòtica dovellada en forma d'arc de mig punt, lleugerament apuntat en la seva part superior. En l'actualitat dona pas a la capella del Santíssim, d'estil neogòtic, amb un finestral amb vitralls, i una imatge del Sagrat Cor.
El campanar, situat sobre la volta de la capella del Roser. Consta de dos cossos de planta quadrada. A l'interior i primitiu s'observen uns arcs de factura romànica, sota els quals hi ha tres finestres on antigament s'hi situaven les campanes. Aquest primer cos correspon a la primitiva església romànica dels segles xi i xii. El cos superior presenta quatre finestrals apuntats i està coronat per merlets escalonats. Al cim de la torres un petit campanar de ferro sosté les actuals campanes de rellotge, en forma de mitja taronja. El campanar sencer presenta la pedra vista, i hi ha indicis raonables per considerar que l'escala que puja al campanar és obra d'Antoni Gaudí, que va fer estades estiuenques a Alella entre 1880 i 1890, fruit de la seva amistat amb Manuel Vicens, propietari de la Casa Vicens de Gràcia, projectada per Gaudí.

## Galeria

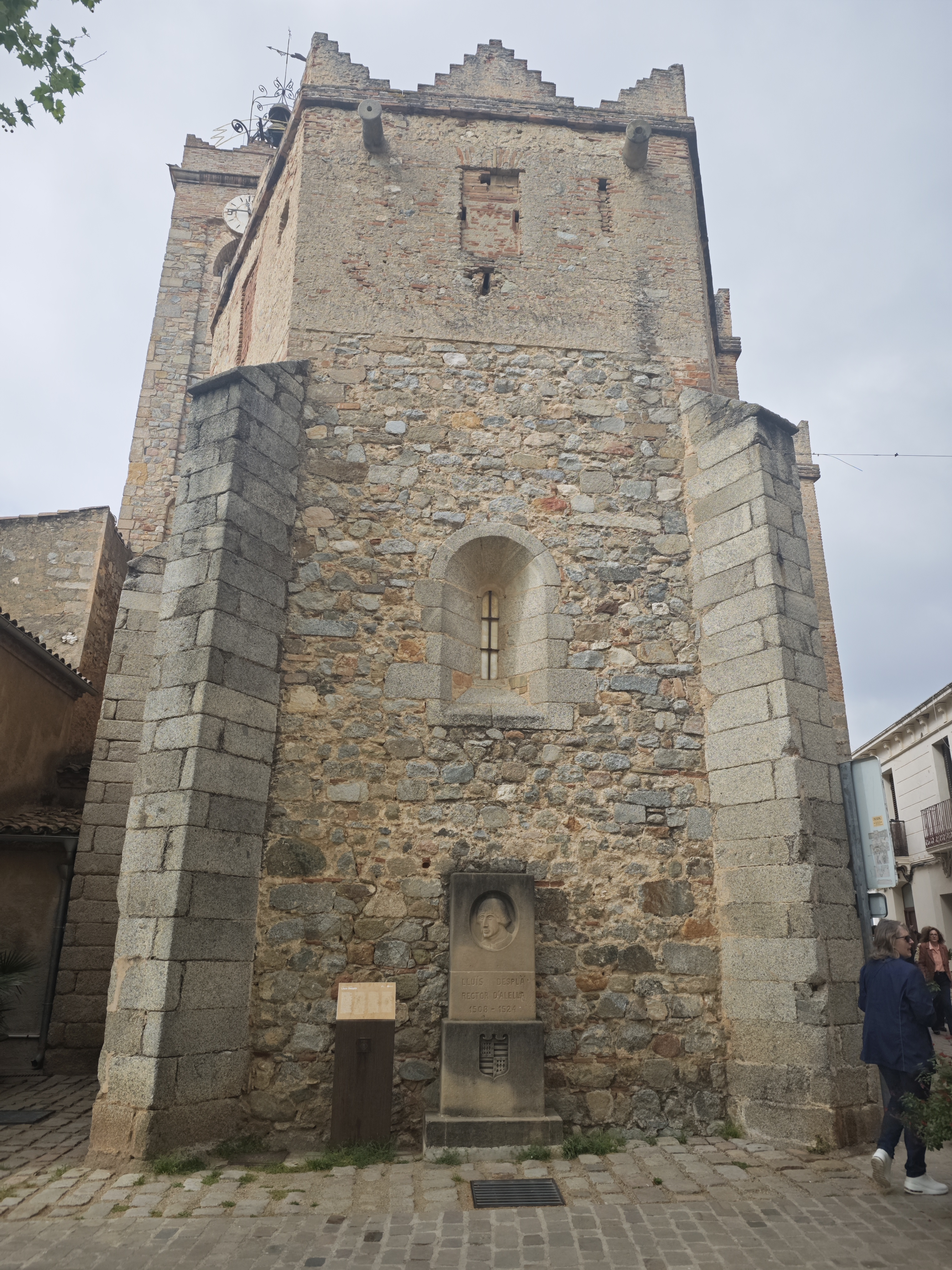
Absis pentagonal
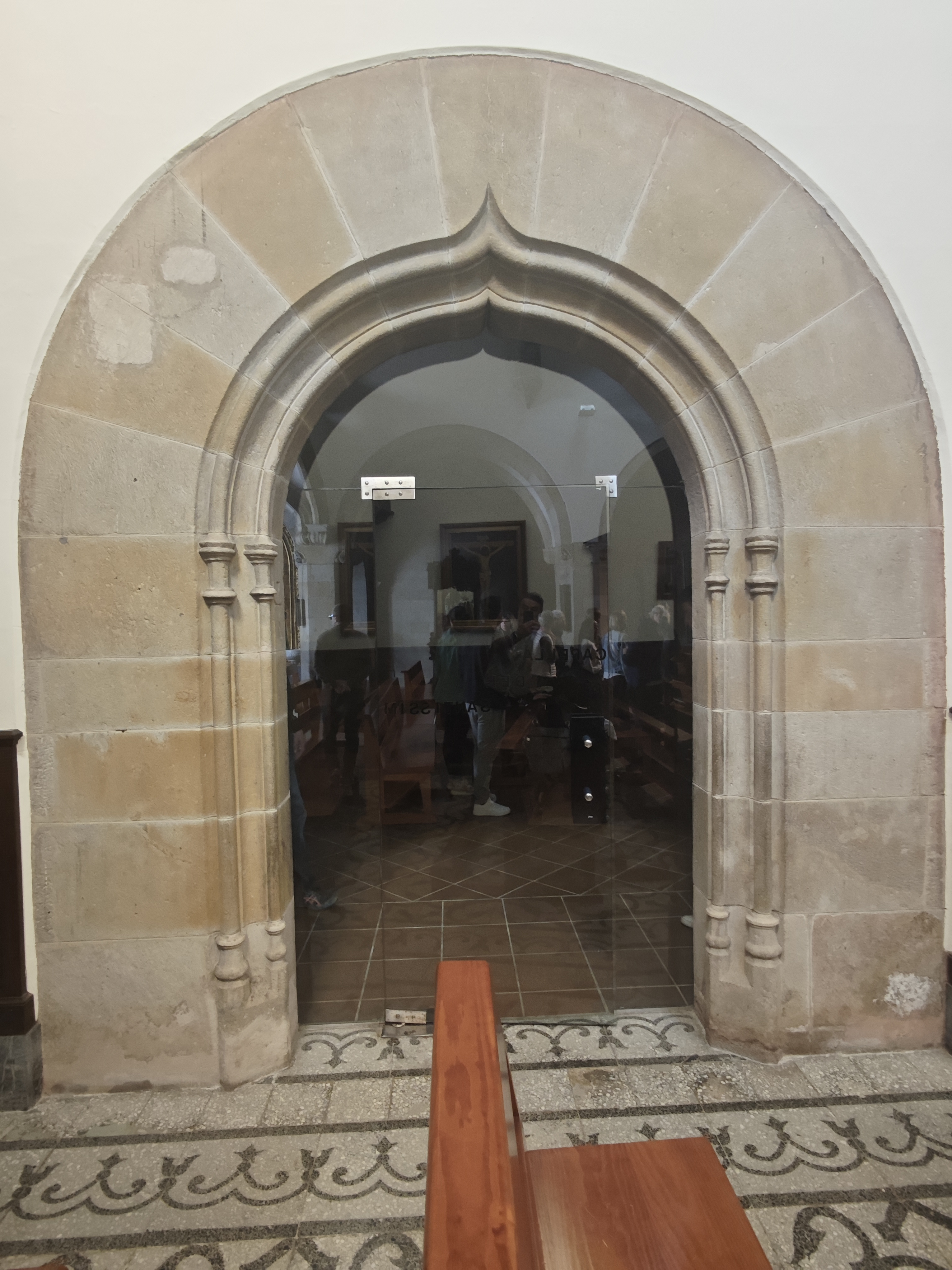
Portada gòtica dovellada
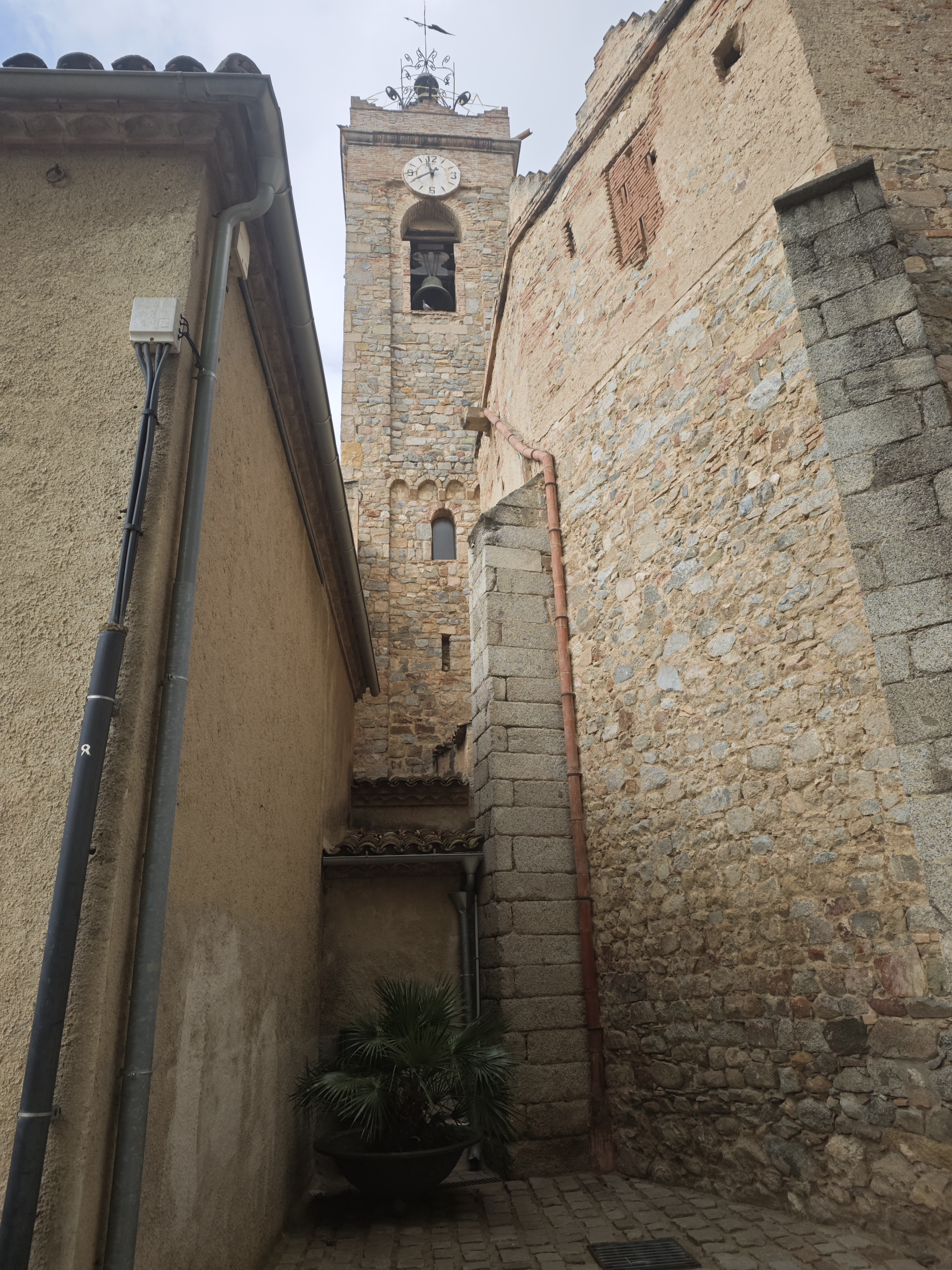
Campanar amb un cos romànic